# Jakob Winkler (Theologe)
Jakob Winkler (geboren 1864 in Höngg; gestorben am 1. Mai 1944 in Winterthur-Seen) war ein Schweizer Pfarrer und Politiker.

## Lebenslauf
Jakob Winkler wurde 1864 in der alten Post im damals noch selbständigen Höngg geboren als Sohn eines Schusters, der dort auch Posthalter war. Jakob Winkler studierte Theologie an der Universität Zürich und wurde anschliessend Vikar in Flawil.
1888 wurde er von der Kirchgemeindeversammlung Seen als Pfarrer gewählt und amtete neu in der Kirche Seen bei Winterthur. Mit der Wahl zum Pfarrer war er, wie zu dieser Zeit durchaus üblich, auch beteiligt an der Sekundarschulbehörde sowie Präsident der Armenpflege. Zwei Jahre später übernahm er das Präsidium der Sekundarschule. Von 1919 bis 1939 amtete er zudem als Mitglied der Aufsichtskommission der Kantonsschule Winterthur, während sogar ganzer 47 Jahre gehörte er der Bezirksschulpflege an. Neben seiner geistlichen und schulischen Arbeit widmete er sich auch der Lokalpolitik: 1891 forderte er angesichts der Probleme im Armenwesen dessen Verstaatlichung. 1897 initiierte er mittels einer Motion den Bau eines Elektrizitätswerkes in Seen, dieses wurde noch vor jenem in der grossen Nachbarstadt Winterthur gebaut.
Neben der Lokalpolitik wirkte Winkler ab 1905 auch im Zürcher Kantonsrat, zunächst als Vertreter der Demokratisch-bäuerlichen Partei. In einer Motion forderte er 1909 erstmals die Einführung von Proporzwahlen, und im gleichen Jahr äusserte er sich zu Gunsten einer Erhöhung der Staatsbeiträge an die Armenausgaben der Gemeinden. 1911 forderte er einen humaneren Umgang mit Gefängnisinsassen, da diese zu oft entlassen würden, ohne sich gebessert zu haben. 1917 wurde er quasi Opfer seiner eigenen Forderung, als er bei den ersten Proporzwahlen 1917 die Wiederwahl um knapp 50 Stimmen verfehlte. Jedoch bereits zwei Jahre später, 1919, wurde Winkler für die Demokraten wieder in den Kantonsrat gewählt. Diesem blieb Winkler, der sich im Kantonsrat jedoch nicht allzu oft zu Wort meldete, bis zu seinem Austritt am 8. Mai 1932 erhalten.
Ein Jahr nach seinem Rücktritt als Kantonsrat legte er auch sein Amt als Pfarrer nieder. Winkler starb am 1. Mai 1944 in seinem Haus am Bacheggliweg in Winterthur-Seen. Er hat damit seine Ehefrau Lina Winkler (geborene Zweifel) aus Höngg, überlebt, die ihrerseits 1939 starb. Mit dieser war er 47 Jahre verheiratet und hatte zwei Söhne und eine Tochter. Sein älterer Sohn wurde Pfarrer in Altstetten, starb jedoch bereits vor seinen Eltern.